# منشط (وراثة)

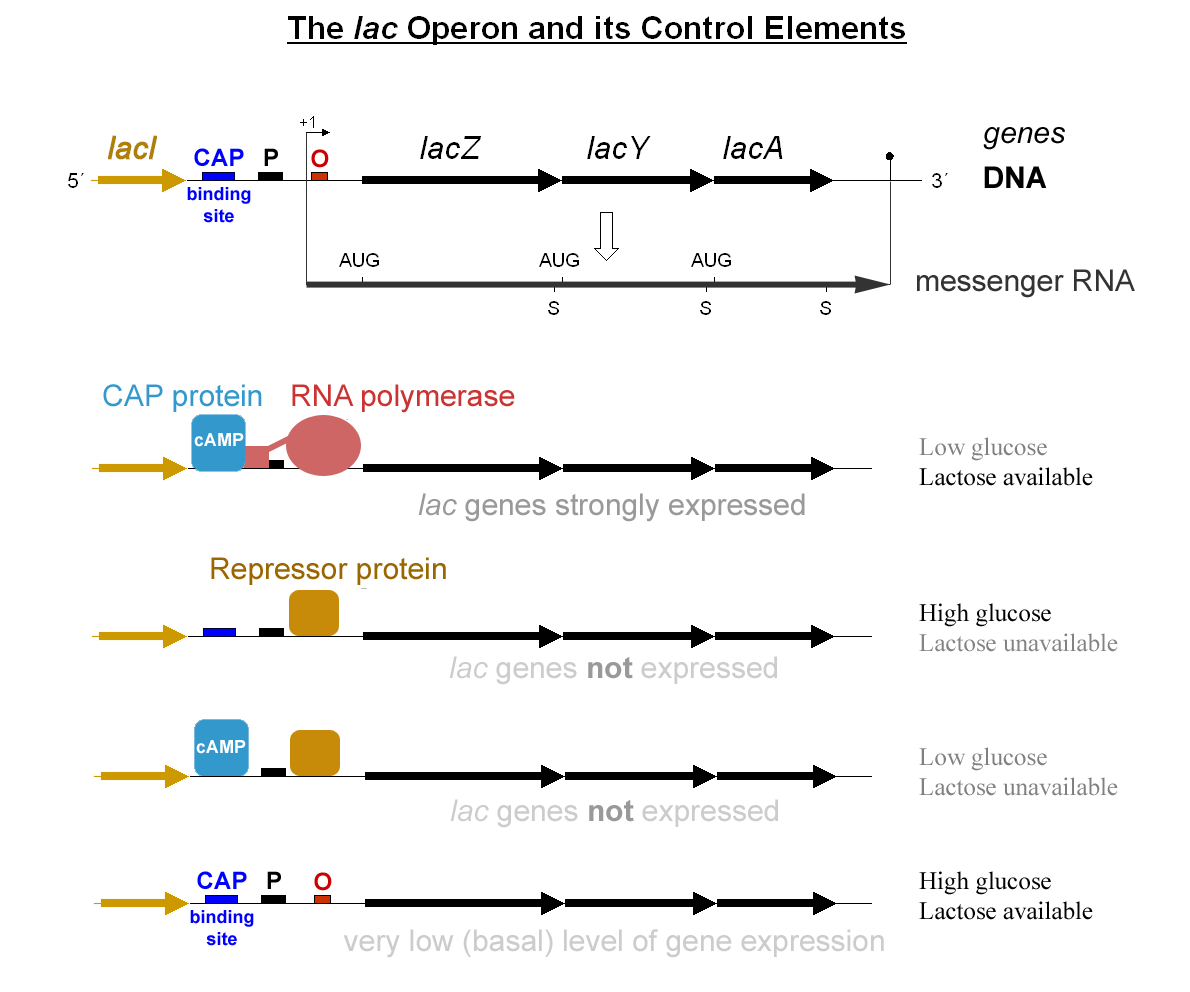
مشغل لاك بالتفصيل.

المنشط (بالإنجليزية: Activator )‏ هو بروتين (عامل نسخ) يزيد من النسخ الجيني لجين أو مجموعة من الجينات، معظم المنشطات هي بروتينات مرتبطة بالدنا ترتبط بالمعززات أو العناصر المجاورة للمحفز.
تعمل معظم المنشطات بالارتباط بتسلسل محدد من الدنا يتواجد داخل أو بجوار المحفز وإحداث تآثرات بروتين-بروتين مع ماكنة النسخ العامة (بوليميراز الرنا وعوامل النسخ العامة)، مسهلة ارتباط ماكنة النسخ العام بالمحفز. موقع الدنا الذي يرتبط به المنشط يسمى «موقع المنشط»، وجزء المنشط الذي يقوم بتآثرات بروتين-بروتين مع ماكنة النسخ العامة يسمى «منطقة التنشيط»، وجزء ماكنة النسخ العامة الذي يقوم بتآثرات بروتين-بروتين مع المنشط يسمى «هدف التنشيط».

## مثال
ينشط البروتين المنشط للمقيضة (CAP) ويعرف كذلك بالبروتين المستقبل لـcAMP ‏ (CRP) نسخ مشغل لاك الخاص بالإشريكية القولونية. يُنتَج أحادي فوسفات الأدينوسين الحلقي (cAMP) أثناء انعدام الغلوكوز، ويرتبط بالبروتين المنشط للمقيضة فيسبب تغيرات في هيئته البنيوية تسمح له بالارتباط بالدنا في موقع مجاور لمحفز لاك، بعدها يقوم البروتين المنشط للمقيضة بتآثرات بروتين-بروتين مباشرة مع بوليميراز الرنا ينتج عنها توظيف الأخير على محفز لاك ليبدأ عملية النسخ.